# Langues adamaoua
Pour les articles homonymes, voir Adamaoua.
Les langues adamaoua (ou adamawa) sont une branche de la famille de langues nigéro-congolaises. Elles sont parlées dans la région de l'Adamaoua au Cameroun, en Centrafrique, au Nigeria et au Tchad.
Elles comprennent plusieurs dizaines de langues, dont les langues boua, le day, le dowayo, le dugun, le duli-gey, le duupa, le kare, les langues kim, le kolbila, le kuo, le lekon, le mangbei, le mbum, le mom jango, le mumuye, le mundang, le nyong, le peere et le toupouri.

## Branches
Les branches adamaoua selon Kleinewillinghöfer:
- Langues tula-waja
- Langues bena-mboi
- Langues bikwin-jen
- Langues samba-duru
- Langues mumuye
- Langues yendang
- Langues mbum
- Langues kim
- Langues boua
- le day
- le kam
- le longuda
- le baa
- le duli
- le fali
- le zan gula